# Joseph Albert Walker
Pour les articles homonymes, voir Walker et Joseph Walker (homonymie).
Joseph Albert « Joe » Walker, né le 20 février 1921 à Washington en Pennsylvanie et mort le 8 juin 1966 près de Barstow en Californie, est un pilote d'essai américain.
En passant par deux fois l'altitude de 100 kilomètres, qui est la limite officielle entre l'atmosphère terrestre et le vide spatial, il devient de fait un des premiers astronautes (bien que ne faisant pas partie d'une sélection de la NASA), fera les premiers vols d'avion spatial jusqu'au bord de l'espace extra-atmosphérique et le premier homme à être allé deux fois dans l'espace. Il a ainsi détenu le record du plus court délai entre 2 vols spatiaux (34 jours) pendant près de 71 ans, avant que Mike Melvill le batte le 4 octobre 2004, à bord du SpaceShipOne, avec deux vols suborbitaux à 5 jours d'intervalle.

## Biographie

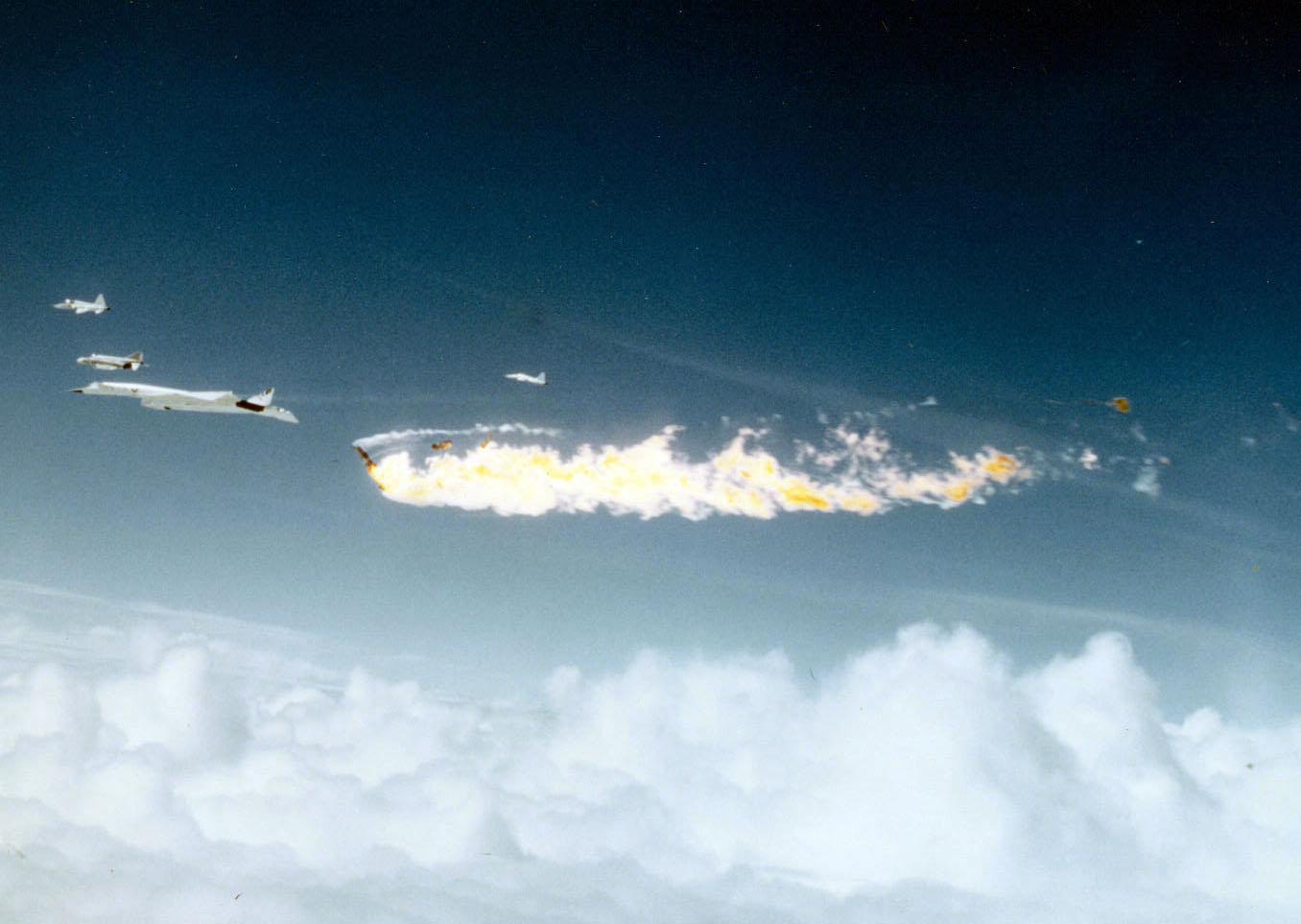
Le F-104 de Walker en flamme après sa collision le 8 juin 1966.

Diplômé en physique au Washington & Jefferson College (en), il entra peu après dans les United States Army Air Forces. Pendant la Seconde Guerre mondiale, il pilote un Lockheed P-38 Lightning ainsi que sa version F-5A destinée à la prise de vue pour des vols de reconnaissance. Walker a obtenu la Distinguished Flying Cross décerné par le général Nathan F. Twining en juillet 1944 et l'Air Medal.
Il fut le premier pilote du LLRV, l'atterrisseur lunaire expérimental, qu'il fit voler 35 fois (un grave accident sur ce prototype faillit coûter la vie à Neil Armstrong).
Walker trouva la mort le 8 juin 1966 à bord de son Lockheed F-104 Starfighter, lors d'une collision avec un North American XB-70 Valkyrie. 
Il reçut officiellement la distinction d'astronaute en 2005.

## Vols réalisés

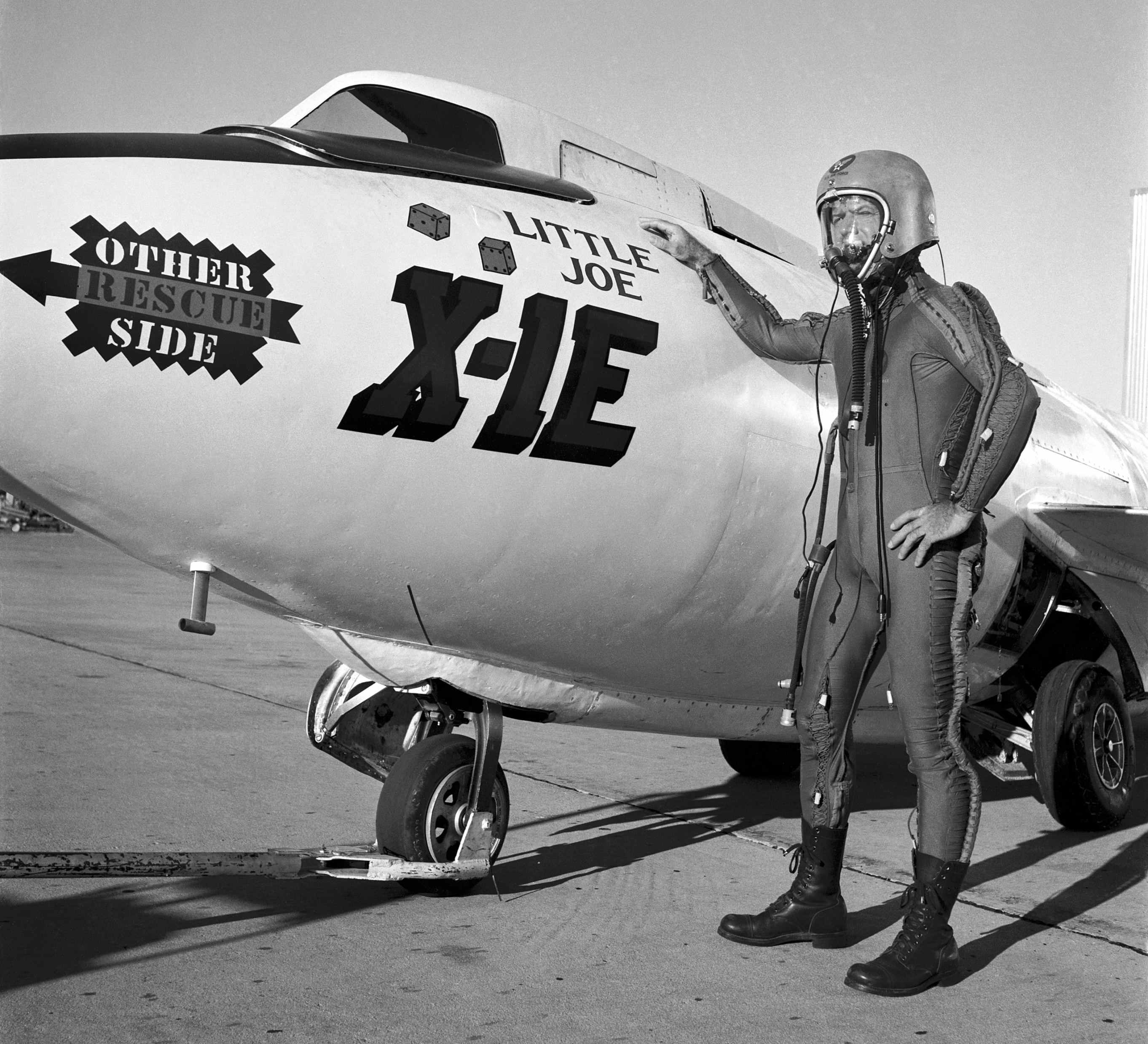
Walker devant le Bell X-1E du vol 90. Cet X-1E était décoré avec un dessin de deux dés et le nom de « Little Joe » (un terme d'argot dans le craps). Le X-1E du vol 91 avait un dessin similaire avec le nom « Little Joe II ». Ces deux cas d'ornements sont particulièrement rares pour des aéronefs de recherche.

- 19 juillet 1963 : il atteint l'altitude de 106 km lors du vol 90 du North American X-15.
- 22 août 1963 : il atteint l'altitude de 108 km lors du vol 91 du North American X-15.

## Honneur
L'astéroïde (8023) Josephwalker est nommé en son honneur.